# 중보기도
중보기도(intercessory prayer) 혹은 대도(代禱)는 다른 사람을 대신하여 신에게 기도하는 행위, 또는 하늘에 있는 성인에게 자신이나 다른 사람을 위해 기도해 달라고 요청하는 행위이다.
사도 바울은 디모데에게 모든 사람을 위해 중보 기도를 해야 한다고 권고했다.
그러므로 내가 먼저 권하노니 모든 사람을 위하여 간구와 기도와 도고와 감사를 하되 왕들과 높은 지위에 있는 모든 자를 위하여 하라 이는 우리가 모든 경건과 거룩함으로 평안하고 평안한 생활을 하려 함이라.
— 디모데전서 2:1–2

## 연구
일부 종교에서는 아픈 사람을 위해 기도하면 기도받는 사람의 건강에 긍정적인 영향을 미칠 수 있다고 주장한다.
해당 분야의 문헌에 대한 메타 연구는 효과가 없거나 잠재적으로 작은 효과에 대한 증거만 보여주는 것으로 수행되었다. 예를 들어, 14개 연구에 대한 2006년 메타 분석에서는 "식별할 수 있는 효과가 없다"고 결론지었지만 2007년 중보기도에 대한 체계적 검토에서는 결론이 나지 않았으며 17개 연구 중 7개 연구에서 "작지만 중요한 효과 크기"가 있었다고 지적했다. 방법론적으로 가장 엄격한 연구에서도 중요한 결과를 도출하지 못했다고 지적했다.

## 기도문
성공회의 대도는 다음과 같은 기도 의향으로 드린다.
- 교회와 성직자들을 위한 기도
- 세상의 정의와 평화를 위한 기도
- 어려움을 당하는 이들을 위한 기도
- 지역공동체 및 교우들의 소망을 위해서 기도하되, 하느님의 뜻에 맡기는 기도
- 별세한 이들을 위한 기도

성공회 기도서(2004년 개정판)의 감사성찬례 제1양식에서 발췌한 대도내용은 다음과 같다.
집전자: 교회와 세상을 위하여 기도합시다.

예전봉사자: 교회를 위하여 기도합시다. 주님, 진리와 통일의 은총으로 항상 온 교회를 감화하시어 

모든 성직자, 특별히 우리  주교 (    )와 모든 교인들이 서로 화목하며 합심하여 세상에 복음을 전함으로 

주님의 영광을 나타내게 하소서

청중: 주여, 우리의 기도를 들으소서

전례봉사자: 세상의 정의와 평화를 위하여 기도합시다. 주여, 이 세상에 평화를 주시고 특별히 우리나라 

지도자들을 인도하시어 악행과 악습을 막으시고 진리와 정의를 지켜주소서

청중: 주여, 우리의 기도를 들어주소서

예전봉사자: 가난한 사람들과 병자들과 어려움을 당한 모든 사람들을 위하여 기도합시다. 주여 

이 변화많은 세상에서 모든 근심하는 사람들과 병든 사람들을 위로하시고 건져주소서

청중: 주여 우리의 기도를 들어주소서

전례봉사자: 주여, 우리의 소원을 살피시고 주님의 뜻대로 이루게 하소서

청중: 주여 우리의 기도를 들어주소서

예전봉사자: 별세한 이들을 위하여 기도합시다. 

주여 부활을 기다리는 모든 별세한 이들이 영원한 생명을 누리게 하소서

청중: 주여 우리의 기도를 들어주소서

예전봉사자: 전능하신 하느님

청중: 우리들이 예수 그리스도의 이름으로 간절히 기도하나이다.

## 같이 보기
- 그리스도의 중재